# Сапунов, Борис Семёнович
Борис Семёнович Сапунов (26 июля 1937, Екатериновская станица Благовещенского района (ныне с. Михайловка) — 14 июня 2006) — амурский археолог, педагог и историк. Кандидат исторических наук (1971).

## Биография
Родился 26 июля 1937 года в семье учителей в станице Екатериновской Благовещенского района (современная Михайловка). В 1938 году его отец был арестован, что впоследствии помешало Борису Семеновичу поступить в институт сразу после школы (он смог поступить в пединститут только отслужив в армии). 
Окончил Астрахановскую семилетнюю школу (1951), затем Благовещенский финансово-кредитный техникум (1955). После техникума отработал год инспектором налогов и сборов с колхозов и населения Тыгдинского райфинотдела, а в 1956 году был призван в армию. Сразу после демобилизации в 1959 году Б. С. Сапунов поступил на историко-филологический факультет Благовещенского государственного педагогического института им. М. И. Калинина (БГПИ). В период учёбы стал заниматься археологией под руководством академика А. П. Окладникова, набиравшего студентов для раскопок на памятниках Амурской области. Он стал одним из любимых учеников и верным сподвижником академика. 
Окончив БГПИ в 1964 году, Б. С. Сапунов поступил на работу научным сотрудником в Амурский областной краеведческий музей (куда был приглашён еще будучи студентом четвертого курса), а с 1965 по 1971 годы был директором этого музея. Одновременно с этой работой он преподавал в школе трудновоспитуемых, совмещая всё это с выездами в многочисленные археологические экспедиции. 
В марте 1971 года Б. С. Сапунов защитил кандидатскую диссертацию по археологии Приамурья, с сентября того же года он — старший преподаватель исторического факультета БГПИ, а с 1994 года — профессор кафедры отечественной истории.
Вплоть до 2005 года Б. С. Сапунов возглавлял Благовещенскую археологическую лабораторию Института археологии и этнографии СО РАН.
Награждён нагрудным знаком «Почётный работник профессионального образования Российской Федерации», почётным званием «Отличник народного просвещения».
Ушел из жизни 14 июня 2006 года.

## Память
В 2008 году вышел сборник научных статей, посвященный памяти Бориса Сапунова